# Rhinodia rostraria
Rhinodia rostraria är en fjärilsart som beskrevs av Achille Guenée 1858. Rhinodia rostraria ingår i släktet Rhinodia och familjen mätare. Inga underarter finns listade.

## Bildgalleri

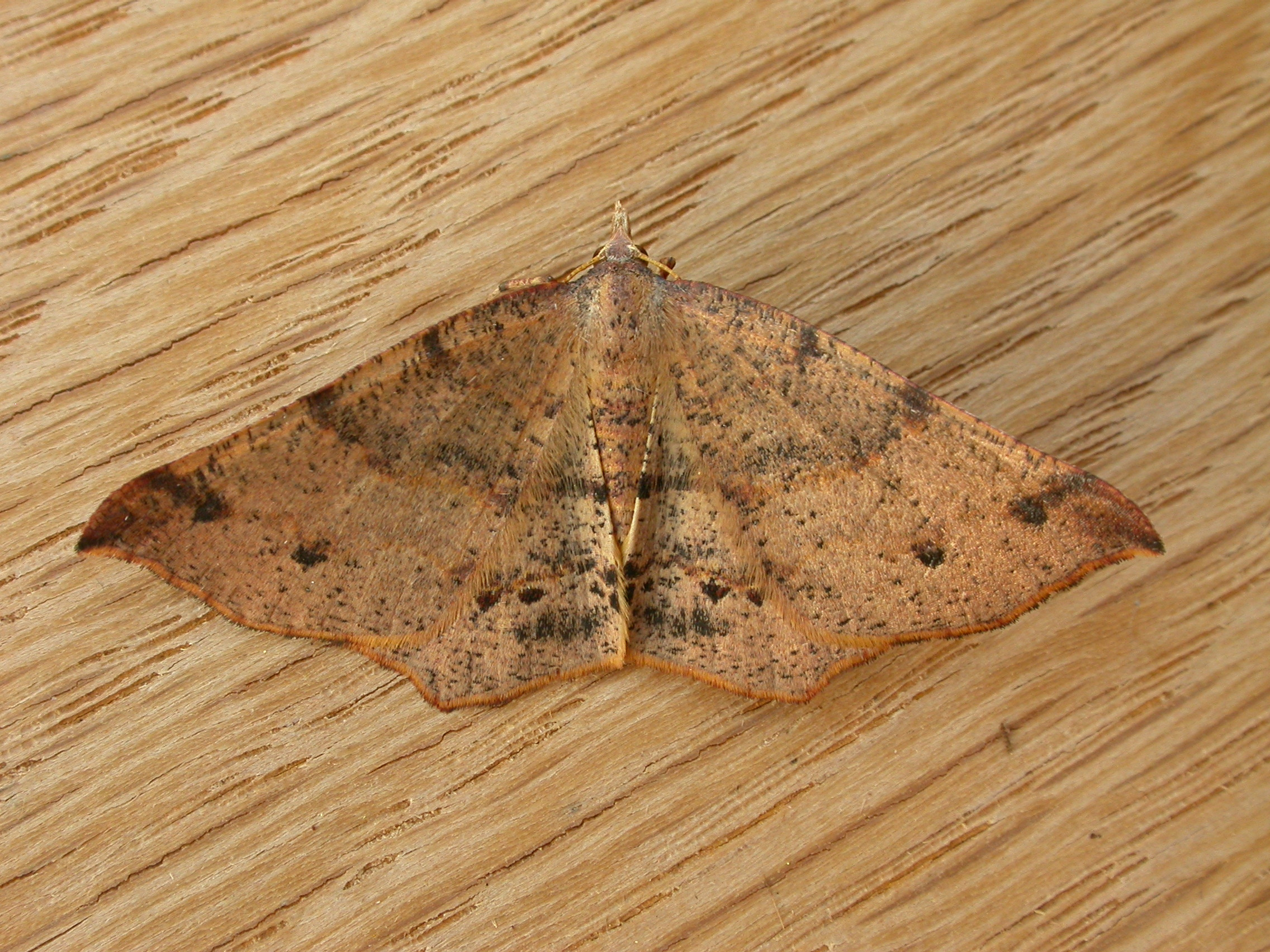